# 233.ª Divisão Panzer (Alemanha)
A 233ª Divisão Panzer (em alemão: 233. Panzer-Division) foi uma unidade militar blindada da Alemanha que esteve em serviço durante a Segunda Guerra Mundial. Foi criada originalmente como 233. Panzergrenadier-Division no dia 7 de julho de 1942 e reorganizada na 233ª Divisão Panzer no mês de abril de 1943. A divisão Panzer foi designada para a reserva no mês de agosto de 1943.

## Comandantes
| Comandante                                   | Data                                        |
| 233. Panzergrenadier-Division                | 233. Panzergrenadier-Division               |
| -------------------------------------------- | ------------------------------------------- |
| General der Artillerie Curt Jahn             | 7 de julho de 1942 - 1 de março de 1943     |
| Generalleutnant Heinrich Wosch               | 1 de março de 1943 - 5 de abril de 1943     |
| 233ª Divisão Panzer                          |                                             |
| Generalleutnant Heinrich Wosch               | 5 de abril de 1943 - 7 de agosto de 1943    |
| 233ª Divisão da Reserva Panzer               |                                             |
| Generalleutnant Kurt Cuno                    | 8 de agosto de 1943 - 20 de maio de 1944    |
| Generalleutnant Max Fremerey                 | 20 de maio de 1944 - 14 de agosto de 1944   |
| Generalleutnant Hellmuth von der Chevallerie | 15 de agosto de 1944 - 3 de outubro de 1944 |
| Generalleutnant Max Fremerey                 | 4 de outubro de 1944 - ? de abril de 1945   |
| 233ª Divisão Panzer                          |                                             |
| Generalleutnant Max Feremerey                | ? abril de 1945 - 8 de maio de 1945         |

## Área de operações
| Alemanha  | julho de 1942 - abril de 1943  |
| Dinamarca | abril de 1943 - agosto de 1943 |
| Dinamarca | agosto de 1943 - abril de 1945 |
| Dinamarca | abril de 1945 - maio de 1945   |